# Льевен-Сюд
Льевен-Сюд (фр. Liévin-Sud) — упраздненный кантон во Франции, регион Нор-Па-де-Кале, департамент Па-де-Кале. Входил в состав округа Ланс.
В состав кантона входили коммуны (население по данным Национального института статистики за 2009 г.):
- Ангр (3 982 чел.)
- Льевен (17 588 чел.) (частично)
- Элё-ди-Ловетт (2 958 чел.)

## Политика
На президентских выборах 2012 г. жители кантона отдали в 1-м туре Франсуа Олланду 36,4 % голосов против 27,7 % у Марин Ле Пен и 14,0 % у Николя Саркози, во 2-м туре в кантоне победил Олланд, получивший 66,5 % голосов (2007 г. 1 тур: Сеголен Руаяль — 32,2 %; Саркози — 19,4 %. 2 тур: Руаяль — 61,8 %). На выборах в Национальное собрание в 2012 г. по 12-му избирательному округу департамента Па-де-Кале они в 1-м туре отдали большинство голосов — 36,2 % — действовавшему депутату, мэру Льевена Жану-Пьеру Кюшеда, выступавшему на этих выборах в качестве независимого левого кандидата, но в целом по округу он не смог выйти во 2-й тур, где победил кандидат Социалистической партии Николя Бэ, набравший 59,7 % голосов. (2007 г. Жан-Пьер Кюшеда (СП): 1 тур — 53,6 %, 2 тур — 71,0 %). На региональных выборах 2010 года в 1-м туре победил список социалистов, собравший 45,5 % голосов против 18,5 % у Национального фронта, 8,0 % у коммунистов и 7,3 % у списка «правых». Во 2-м туре единый «левый список» с участием социалистов, коммунистов и «зелёных» во главе с Президентом регионального совета Нор-Па-де-Кале Даниэлем Першероном получил 65,2 % голосов, Национальный фронт Марин Ле Пен занял второе место с 23,1 %, а «правый» список во главе с сенатором Валери Летар с 11,7 % финишировал третьим.
|  | Кандидат     | Партия                  | % голосов |
|  | ------------ | ----------------------- | --------- |
|  | Лоран Дюпорж | Социалистическая партия | 70,36     |
|  | Роже Фрюшар  | Национальный фронт      | 29,64     |

|  | Кандидат     | Партия                  | % голосов |
|  | ------------ | ----------------------- | --------- |
|  | Лоран Дюпорж | Социалистическая партия | 100,00    |